# Francesco Vecellio

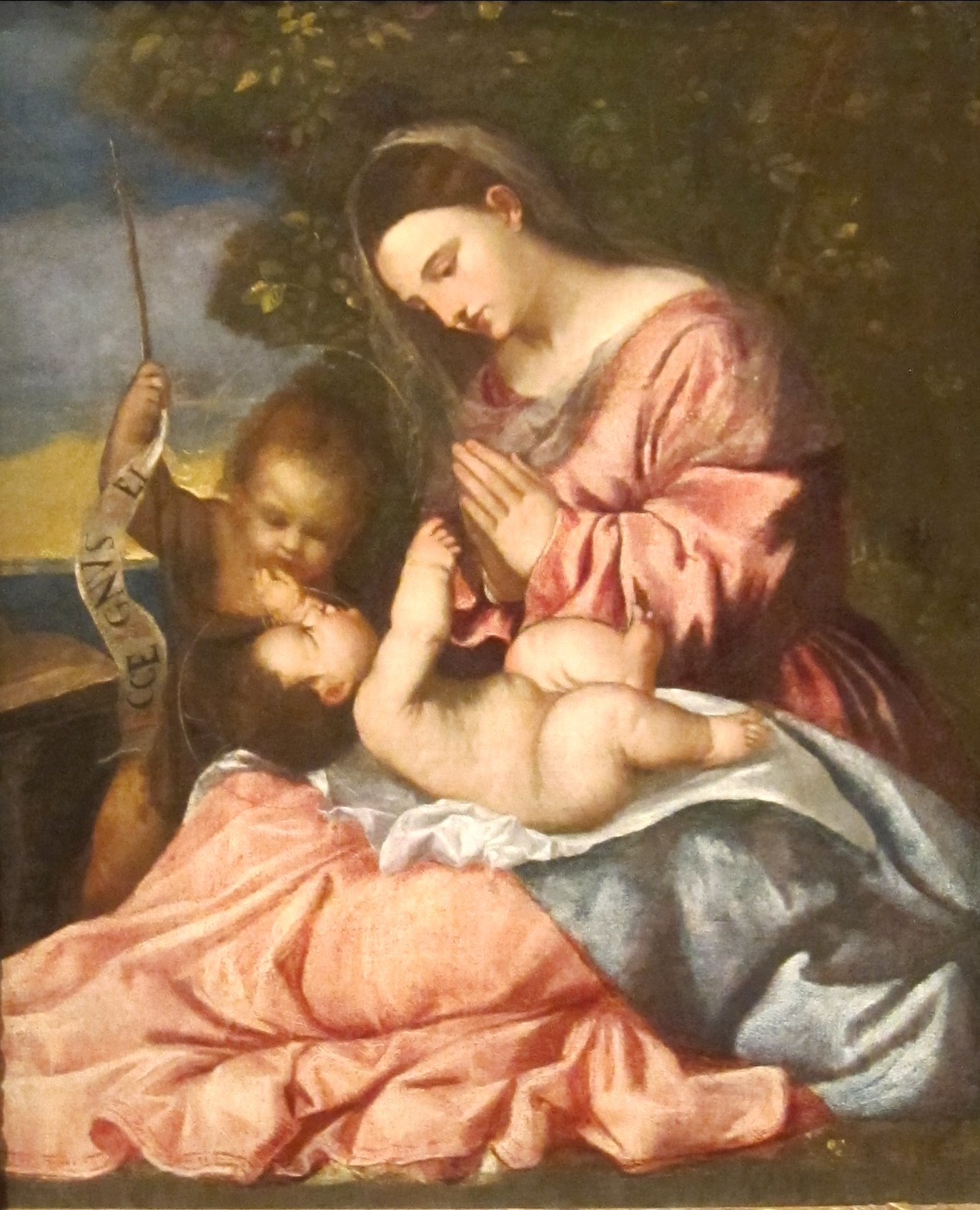
La Virgen y el Niño con san Juan Bautista niño, San Diego Museum of Art.

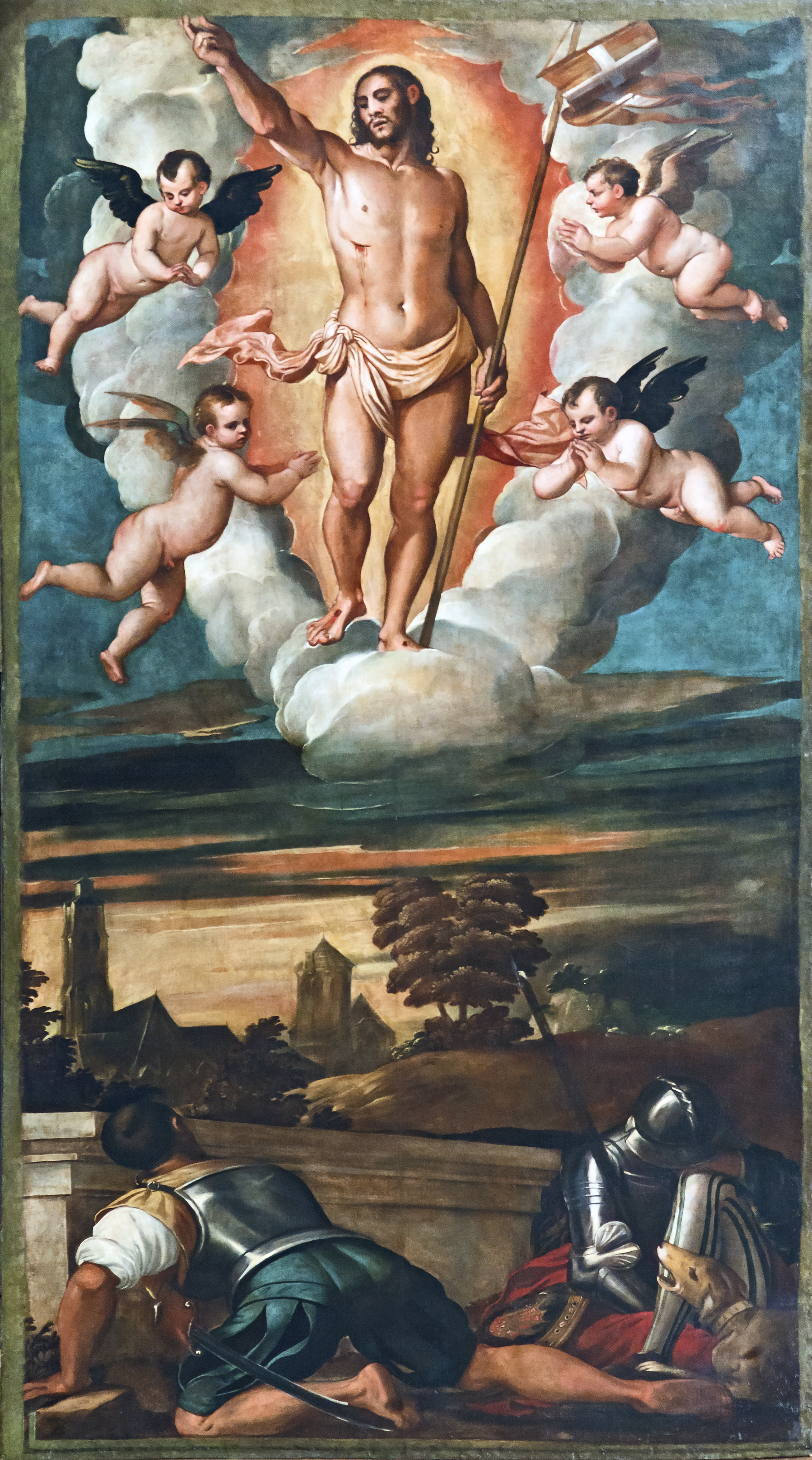
La Resurrección - Iglesia de San Salvador (Venecia)

Francesco Vecellio (c. 1475 – 1560) fue un pintor renacentista italiano, más conocido por ser el hermano mayor de Tiziano. 
Su carrera artística se vio interrumpida por su dedicación a la milicia. Como pintor, estuvo principalmente activo entre 1520 y 1530 y en Cadore más que en Venecia. Después de 1530 se hizo cargo de los asuntos familiares espaciando su dedicación a la pintura. Como pintor no pasó de ser un modesto seguidor de su hermano, con quien en algún momento colaboró. En la década de 1520 será el principal proveedor de retablos para las iglesias de la zona, como el de San Vito di Cadore, fechado en 1524 y de un notable arcaísmo. Algo más cercano a la producción de su hermano es el políptico de Candide (Comelico Superiore) de hacia 1540, pero la posterior Anunciación para San Nicola di Bari, ahora en la Galería de la Academia de Venecia es, en opinión de Freedberg, un nuevo pastiche basado en composiciones de su hermano pero adaptado al gusto provinciano de su clientela.